# Jaroslawa Mahutschich
Jaroslawa Oleksijiwna Mahutschich (ukrainisch Ярослава Олексіївна Магучіх; englisch Yaroslava Mahuchikh; * 19. September 2001 in Dnipropetrowsk) ist eine ukrainische Leichtathletin, die sich auf den Hochsprung spezialisiert hat.
Bei den Weltmeisterschaften 2023 in Budapest wurde sie Weltmeisterin und bei den Olympischen Spielen 2024 in Paris Olympiasiegerin im Hochsprung.
Am 7. Juli 2024 stellte sie beim Meeting de Paris mit 2,10 m einen neuen Weltrekord auf und übertraf dabei den fast 37 Jahre alten Rekord von Stefka Kostadinowa um einen Zentimeter.

## Sportliche Laufbahn

### Frühe Jahre
Jaroslawa Mahutschich begann erst im Alter von 13 Jahren mit dem Hochsprung, konnte sich aber in zwei Jahren außergewöhnlich stark verbessern. 2017 übersprang sie fünfzehnjährig bei den ukrainischen U20-Hallenmeisterschaften 1,84 m. In der Freiluftsaison folgte die Teilnahme an den U18-Weltmeisterschaften in Nairobi. Dort gewann sie die Goldmedaille mit übersprungenen 1,92 m und egalisierte damit den Meisterschaftsrekord ihrer Landsfrau Iryna Kowalenko aus dem Jahr 2003.
Zugleich stellte sie mit dieser Höhe einen inoffiziellen Weltrekord für eine 15-Jährige auf. Wenige Wochen später gewann sie auch mit übersprungenen 1,89 m beim Europäischen Olympischen Jugendfestival in Győr. Bei den U18-Europameisterschaften 2018 in Győr steigerte Mahutschich sich auf 1,94 m, stellte damit einen neuen Meisterschaftsrekord auf und setzte sich überlegen mit mehr als 10 Zentimeter Vorsprung zur Zweitplatzierten durch. Mitte Oktober siegte sie bei den Olympischen Jugendspielen in Buenos Aires mit 1,95 m. Im Dezember egalisierte sie in Minsk die U18-Hallenbestleistung von 1,96 m.

### Aufstieg in die Weltspitze
2019 stellte sie am 26. Januar im tschechischen Hustopeče den U20-Weltrekord von 1,99 m in der Halle der US-Amerikanerin Vashti Cunningham ein. Bei den U20-Europameisterschaften im schwedischen Borås siegte sie mit übersprungenen 1,92 m und qualifizierte sich für die Weltmeisterschaften in Doha, bei denen sie im Finale mit 2,04 m einen neuen U20-Weltrekord aufstellte und damit die Silbermedaille hinter der Russin Marija Lassizkene gewann. Mitte Januar 2020 egalisierte Mahutschich in Lwiw den ukrainischen Hallenrekord von Wita Palamar von 2,01 m und verbesserte somit auch ihren eigenen U20-Hallenweltrekord. Zwei Wochen später steigerte sie diese Marke beim Indoor Meeting in Karlsruhe mit übersprungenen 2,02 m. Ihr bestes Resultat in der Freiluftsaison gelang ihr mit 2,00 m als Siegerin der Bauhaus-Galan. Am 9. Januar 2021 stellte sie in Kiew beim traditionellen Auftakt in die ukrainische Hallensaison ihre Bestleistung von 2,02 m ohne vorherigen Fehlversuch ein.
Anfang Februar verbesserte sie sich in Banská Bystrica auf 2,06 m, womit sie sich hinter Kajsa Bergqvist und Heike Henkel auf den geteilten dritten Rang der ewigen Hallenbestenliste schob. Kurz darauf wurde sie bei den Halleneuropameisterschaften in Toruń ihrer Favoritinnenrolle gerecht und siegte mit einer Höhe von 2,00 m. Anfang Juli siegte sie mit einer Höhe von 2,03 m bei der Bauhaus-Galan und anschließend mit 2,00 m auch bei den U23-Europameisterschaften in Tallinn und stellte damit einen neuen Meisterschaftsrekord auf. Einen Monat später startete sie als Titelkandidatin bei den Olympischen Sommerspielen in Tokio, musste sich dort aber mit 2,00 m im Finale der Russin Marija Lassizkene sowie Nicola McDermott aus Australien geschlagen geben. Danach wurde sie bei der Athletissima mit 1,98 m Zweite und siegte dann mit 2,02 m beim Memorial Van Damme. Mit übersprungenen 2,03 m bei Weltklasse Zürich sicherte sie sich den zweiten Platz in der Diamond League.
Bei den Hallenweltmeisterschaften 2022 in Belgrad wurde Mahutschich mit einem Sprung über 2,02 m Weltmeisterin. Zuvor hatte sie nach eigenen Angaben aufgrund des Krieges in ihrem Heimatland kein geregeltes Training absolviert und habe drei Tage und 2000 Kilometer für die Anreise aus Dnipro gebraucht. Ende Mai siegte sie mit 2,00 m beim Prefontaine Classic sowie anschließend mit 1,96 m beim Meeting International Mohammed VI d’Athlétisme de Rabat.
Danach siegte sie mit Weltjahresbestleistung von 2,01 m beim Meeting de Paris und steigerte diese in Brünn auf 2,03 m. Im Juli gewann sie bei den Weltmeisterschaften in Eugene mit 2,02 m im Finale überraschend nur die Silbermedaille und musste sich der Australierin Eleanor Patterson geschlagen geben. Daraufhin siegte sie mit 1,95 m bei den Europameisterschaften im Rahmen der European Championships in München. Anfang September siegte sie mit 2,05 m beim Memorial Van Damme und übersprang bei Weltklasse Zürich 2,03 m und sicherte sich damit den Sieg in der Diamond League.

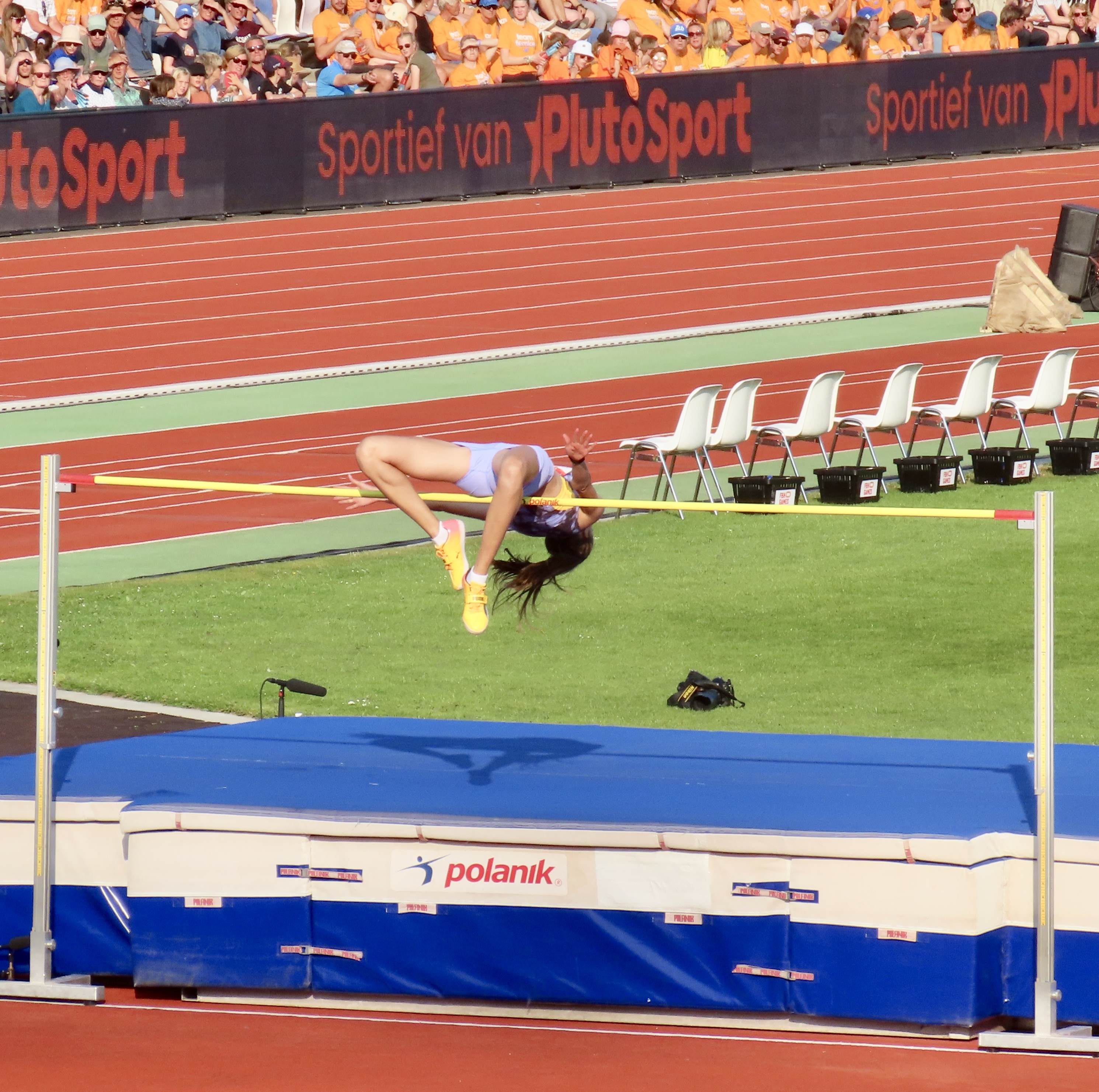
Mahutschich überspringt 2,00 m bei den FBK Games im Juni 2023

2023 wurde sie ihrer erneuten Favoritenrolle bei den Halleneuropameisterschaften in Istanbul gerecht und sicherte sich mit übersprungenen 1,98 m die Goldmedaille. Im Mai siegte sie mit 2,00 m beim Kip Keino Classic sowie anschließend mit neuem Meetingrekord von 2,01 m beim Meeting International Mohammed VI d’Athlétisme de Rabat. Daraufhin siegte sie mit 2,00 m bei den FBK Games sowie mit 1,97 m bei der 1. Liga der Team-Europameisterschaft im Zuge der Europaspiele in Chorzów. Anschließend wurde sie bei der Athletissima mit 1,97 m nur Dritte, wie auch beim Herculis mit übersprungenen 1,96 m.
Im August übersprang sie bei den Weltmeisterschaften in Budapest im Finale 2,01 m und sicherte sich damit ihren ersten Weltmeistertitel.
Kurz darauf siegte sie mit neuem Meetingrekord von 2,02 m bei der Xiamen Diamond League. Im Oktober 2023 wurde sie als eine von elf Sportlerinnen für die Auszeichnung als Welt-Leichtathletin des Jahres 2023 nominiert.

### 2024
2024 siegte sie bei ihrem ersten Wettkampf in Cottbus mit Weltjahresbestleistung von 2,04 m und siegte anschließend mit 2,00 m bei den Millrose Games in New York. Damit reiste sie als Topfavoritin zu den Hallenweltmeisterschaften in Glasgow, musste sich dort aber mit 1,97 m der Australierin Nicola Olyslagers geschlagen geben. Ihren Freiluftsaisoneinstieg gab sie bei der Bauhaus-Galan, bei der sie mit 2,00 m siegte.
Anschließend verteidigte sie bei den Europameisterschaften in Rom mit 2,01 m ihren Titel.
Im Juli 2024 stellte Mahutschich beim Meeting de Paris mit 2,10 m einen neuen Weltrekord im Hochsprung auf. Sie übertraf damit den seit 1987 bestehenden Weltrekord von 2,09 m von Stefka Kostadinowa.
Bei den Olympischen Sommerspielen in Paris gewann sie mit 2,00 m die Goldmedaille.

### Nationale Erfolge
2021 wurde Mahutschich ukrainische Meisterin im Hochsprung im Freien sowie 2020 und 2021 in der Halle.

## Persönliche Bestleistungen
- Hochsprung: 2,10 m, 7. Juli 2024 in Paris (Weltrekord)
- Hochsprung (Halle): 2,06 m, 2. Februar 2021 in Banská Bystrica (ukrainischer Rekord)

## Auszeichnungen
- Europas Leichtathlet des Jahres: Aufsteigerin des Jahres (2019)
- Orden der Fürstin Olga: (3. Klasse, 2021)[22]

## Flucht vor dem Krieg
Nach dem russischen Überfall auf die Ukraine gelangte sie im März 2022 nach einer 60 Stunden währenden Flucht mit dem Auto aus dem Kriegsgebiet über 2000 Kilometer in die serbische Hauptstadt Belgrad, wo sie bei den dort ausgetragenen Hallenweltmeisterschaften die Goldmedaille gewann. Ihre Flucht, nach ihren Worten begleitet von „Explosionen, Bränden und Luftschutzsirenen“, und ihr anschließender Sieg ohne vorheriges Intensivtraining, den sie der ukrainischen Nation widmete, gehört laut FAZ zu den „beliebtesten Durchhalte-Geschichten“ unter ihren Landsleuten angesichts des russischen Angriffskriegs. Nach ihrer Flucht wohnte sie zeitweise in Eberstadt im Landkreis Heilbronn. Mittlerweile lebt und trainiert Mahutschich in Belgien.